# Кочкорбаєв Изак
Изак (Ізак) Кочкорбаєв (1890, Іссик-Атинська волость Пішпецького повіту Семиріченської області, тепер село Октябрське Аламудунського району Чуйської області, Киргизстан — 14 вересня 1965, тепер Чуйська область, Киргизстан) — радянський киргизький державний діяч, голова колгоспу «Кенеш» Івановського району Фрунзенської області Киргизької РСР. Депутат Верховної ради Киргизької РСР 2—3-го скликань. Депутат Верховної ради СРСР 4-го скликання. Герой Соціалістичної Праці (15.02.1957).

## Життєпис
Народився в родині бідного скотаря. Рано осиротів, у 10-річному віці втративши матір, а ще за два роки — батька. Він та його старший брат Сидик, виховувалися у родині своєї старшої сестри Канин бубу.
У дванадцятирічному віці пішки прийшов до Пішпека до своїх знайомих і почав навчатися в школі. Наймитував у бая-дунганина, а потім працював у російських заможних селян. З 1920 по 1922 рік жив і працював у господарстві свого старшого брата Сидика у селі Каримшак. У 1922 році отримав власний земельний наділ за 30 км на схід від Пішпека в селі Сергіївка, працював у власному господарстві.
У 1929 році 38 приватних селянських дворів, у тому числі господарство Кочкорбаєва, об'єдналися в кооператив — артіль «Алга». Першим головою артілі було обрано Изака Кочкорбаєва. Наприкінці 1931 року до колгоспу «Алга» приєднали артілі «Болотбек», «Уюм», «Бірлік», «Интимак» та створили укрупнений колгосп «Кенеш» під керівництвом Кочкорбаєва.
Член ВКП(б) з 1932 року.
Протягом 30 років, аж до 1960 року (коли господарство було знову укрупнено), колгосп був «мільйонером». Основним напрямком колгоспу «Кенеш» було вівчарство та конярство. Тисячні отари овець та великі табуни коней цілий рік паслися на пасовищах Суусамир. У середині 1930-х років колгоспні тваринники заклали та розпочали зимівлю на пасовищі Кенес-Анархая. Під керівництвом Кочкорбаєва колгосп «Кенеш» став передовим господарством Киргизької РСР. У 1939—1940 роках для кінно-товарної ферми колгосп придбав англійських та російсько-американських виробників скакових та рисистих порід коней.
У наступні роки трудівники колгоспу під керівництвом Кочкорбаєва продовжували збільшувати поголів'я тварин (понад 3500 коней). У 1953 році загальний дохід колгоспу «Кенеш» становив 3 мільйони 249 тисяч рублів, а восени 1956 досяг 8 мільйонів 20 тисяч рублів.
Указом Президії Верховної Ради СРСР від 15 лютого 1957 року за видатні успіхи, досягнуті у справі збільшення виробництва цукрових буряків, бавовни та продуктів тваринництва, широке застосування досягнень науки та передового досвіду у вирощуванні бавовнику, цукрових буряків та отримання високих та стійких урожаїв цих культур Кочкорбаєву Изаку було присвоєно звання Героя Соціалістичної Праці з врученням ордена Леніна та золотої медалі «Серп і Молот».
1958 року до колгоспу «Кенеш» приєднали відстаючі колгоспи «Будьоннівка» та «Соціалізм», що, на думку Кочкорбаєва, було помилкою. Незабаром Изак Кочкорбаєв вийшов на пенсію. Проживав у селі Кенеш Івановського району Фрунзенської області Киргизької РСР.
Помер 14 вересня 1965 року.

## Нагороди
- Герой Соціалістичної Праці (15.02.1957)
- два ордени Леніна (31.01.1941; 15.02.1957)
- два ордени Трудового Червоного Прапора (28.02.1946; 9.06.1947)
- орден «Знак Пошани» (31.01.1951)
- медаль «За доблесну працю у Великій Вітчизняній війні 1941—1945 рр.» (1945)
- медалі ВДНГ СРСР
- Заслужений працівник сільського господарства Киргизької РСР
- значок «Відмінник соціалістичного сільського господарства»
- майстер соціалістичного тваринництва СРСР